# 棒状梅花草
棒状梅花草（学名：Parnassia noemiae）为卫矛科梅花草属下的一个种。

## 扩展阅读
- 維基物種上的相關：棒状梅花草